# Megalithanlagen von Ta’ Blankas
Die Megalithanlagen von Ta’ Blankas liegen eng benachbart in einem Olivenhain südlich des Dorfes Xewkija auf der zu Malta gehörenden Insel Gozo. Sie bestehen aus zwei Dolmen und einer Steinreihe. In der Nähe befindet sich eine Schleifspur (englisch cart rut).

## Dolmen
Auf Maltesisch werden Dolmen als l-imsaqqfa (mit einem Dach versehen) bezeichnet. Sie bestehen aus einem roh behauenen Deckstein, der auf zwei oder drei Seiten von Tragsteinen gestützt wird, die zumeist auf einer ihrer langen Schmalseiten stehen. Unter der Mitte ist der Felsuntergrund ausgearbeitet, so dass eine bis zu 60 cm tiefe Grube entstand. Die Dolmen dienten als Kultplatz und Begräbnisstätte (für Brandgräber). Die Megalithanlagen stammen aus der frühen bronzezeitlichen „Tarxien-Cemetery-Phase“ (2500–1500 v. Chr.) Die nächsten Parallelen finden sich in Apulien und auf Sizilien.

### Dolmen A
Dolmen A (Lage) hat einen leicht verkippten großen Deckstein von etwa 2,1 × 1,45 Meter. Von den beiden Tragsteinen ist nur einer erhalten.

### Dolmen B
Dolmen B (Lage) ist ähnlich gebaut wie Dolmen A, aber intakt hat aber einen dickeren Deckstein.

## Steinreihe
Die etwa 3 m lange doppelte Steinreihe aus groben Megalithen liegt südlich vom Dolmen A (Lage). Ihr Zweck ist unbekannt.

## Schleifspuren
Die Wagenspuren befinden sich in einem Olivenhain südlich des Dorfes Xewkija (Lage). Es gibt zwei Spurrillenpaare, die jeweils Südwest-Nordost orientiert sind. Das längere und besser erhaltene Paar ist etwa 60 m lang.